# Образ світу в римській культурі
Образ світу в римській культурі — сукупність географічних, етнографічних, міфологічних і культурних уявлень, що формувалися в Стародавньому Римі стосовно земель і народів, які перебували поза межами Римської держави. Ці уявлення мали складну природу: вони поєднували спостереження купців і мандрівників, інформацію з воєнних кампаній і дипломатичних місій, а також елементи елліністичної картографії, народної фантазії та міфологічної традиції.

## Загальні уявлення
Уявлення римлян про навколишній світ формувалися на основі поєднання практичного досвіду, військових завоювань, грецької наукової спадщини та міфологічних уявлень. Світ для римлянина мав чітку ієрархічну структуру, у центрі якої перебувала Римська держава — як носій цивілізації та порядку. Все, що знаходилося за межами імперії, часто сприймалося як «варварське» або менш розвинене.
Римляни перейняли багато географічних знань у греків, зокрема від Геродота, Ератосфена та Птолемея, адаптуючи ці знання до своїх адміністративних і військових потреб. Водночас, на рівні масової свідомості, уявлення про світ залишалися частково міфологізованими: далекі краї асоціювалися з чудовими істотами, небезпеками або фантастичними багатствами. Наприклад, Індія сприймалася як земля неймовірних скарбів і екзотики, а північні народи — як дикуни, що живуть на краю світу.
Світ для римлянина був передусім політичним простором, де панування Риму розглядалося як втілення універсального порядку. Тому географія часто підпорядковувалася ідеології: підкорені території ставали частиною orbis Romanus (римського світу), а непідкорені — символом хаосу або потенційної загрози.
Римляни перейняли у греків концепцію Ойкумени — населеного світу, оточеного океаном, у межах якого перебували «цивілізовані» народи, тоді як периферія асоціювалася з небезпекою, варварством і природними крайнощами (холодом Півночі, спекою Півдня, безперервним світлом чи вічною темрявою).
Типовими характеристиками «зовнішнього» світу в римських текстах були: надмірна спекотність чи холод, наявність гігантів або карликів, людські істоти з тваринними рисами (наприклад, із собачими головами або єдиною ногою), незвичні кліматичні умови, а також «вічний океан» — межа, що відділяла відомий світ від невідомого. Значне місце в таких уявленнях займали також уявлення про Індію як країну багатств, прянощів і слонів, про Крайній Південь (Ефіопію) як місце «наближених до Сонця», а також про Крайній Схід (Serica, територія Китаю), де нібито виготовляли шовк і де жили найдовговічніші народи.

## Геркулесові Стовпи і західний край світу
Геркулесові Стовпи (лат. Columnae Herculis) — антична назва двох скель на протилежних берегах Гібралтарської протоки, які вважалися західною межею відомого світу в уявленнях давніх греків і римлян. У сучасному розумінні ними є скеля Гібралтар (Європа) та гора Джебель-Муса (поблизу м. Сеута, Африка). У грецькій та римській літературі ці місця набули міфологічного значення.
За давньогрецьким міфом, Стовпи були створені героєм Гераклом під час його десятого подвигу — походу до західного краю світу по корів велетня Геріона. За однією версією, Геракл розколов гірський хребет, що з’єднував Європу з Африкою, утворивши протоку й впустивши води Атлантичного океану до Середземного моря. За іншою — він поставив Стовпи як пам’ятний знак про межу своєї мандрівки.
У римській географічній традиції, зокрема в творах Помпонія Мели, один зі стовпів звався Абіла (на африканському боці), інший — Кальп (на європейському боці). Вони вважалися межею не лише географічною, а й символічною — кордоном між знаним світом (oikoumene) та невідомим океаном, сповненим небезпек.
Грецькі поети та автори також згадували ці місця як край «земного» світу. Піндар називав Стовпи «воротами Гадеса», тобто межею не лише географічною, але й метафізичною, що відокремлює життя від потойбіччя.
У римській поезії Геркулесові Стовпи стали символом кінця цивілізації та межі можливого. У Енеїді Вергілія згадується ідея, що влада Риму сягне навіть «понад орбітою сонця» та «за зорями», тобто за межі відомого світу. Це відображало ідеологічну концепцію безмежного розширення імперії.
У подальшій європейській традиції Геркулесові Стовпи стали символом кінця світу в середньовічних картах, а в добу Великих географічних відкриттів — навпаки, знаком початку нових мандрівок і знань. Вони також увійшли до герба Іспанії з девізом Non plus ultra («Нічого далі»), який пізніше змінився на Plus ultra («Далі понад»), символізуючи прагнення до освоєння нових територій.

Зі слів Страбона, який цитував Піндара, випливає, що під час своєї подорожі на захід Геракл зазначив найдальшу точку свого маршруту. Ця точка для мореплавців в античну епоху служила за своєрідний кордон, тому в переносному сенсі «Гераклові стовпи» (у римському варіанті — «Геркулесові стовпи») — це край світу, межа світу, а вираз «дійти до геркулесових стовпів» означає «дійти до межі»
Деякі римські джерела стверджували, що коли на шляху в Геракла постали Атлаські гори, він не став підійматися на них, а пробив собі шлях наскрізь і таким чином проклав Гібралтарську протоку та з'єднав Середземне море з Атлантичним океаном. Дві гори, що утворилися на берегах протоки, стали іменуватися ім'ям героя. Натомість Діодор Сицилійський стверджував, що Геракл не пробив перешийок, а навпаки, звузив вже існуючий канал, щоб чудовиська з океану не могли потрапити до Середземного моря.
Коли греки таки дісталися Гібралтарської протоки і не знайшли жодних знаків, встановлених Гераклом, під «стовпами» почали розуміти висоти, які обрамляють вхід до Гібралтарської протоки. Північна скеля (з боку Європи) — це Гібралтарська скеля (перебуває у володінні Великої Британії Гібралтар), а південним стовпом (з боку Північної Африки) виступає або гора Джебель-Муса в Марокко, або гора Абіла, що розташована поруч з Сеутою.

## Народи, істоти та явища на межах світу
У римській географії та космографії межі Ойкумени — заселеного та відомого світу — асоціювалися з небезпечними, ворожими або химерними явищами природи, а також з фантастичними істотами й народами. Уявлення про такі «краї світу» формувалися на основі поєднання реальних свідчень мандрівників, оповідей купців, а також літературних і міфологічних традицій.
У західній і східній периферії світу римляни (наслідуючи грецьку традицію) розміщували народи з химерною зовнішністю або надзвичайними властивостями. Пліній Старший у Naturalis Historia згадує про кіноцефалів (Cynocephali) — людей із собачими головами, які мешкають на високих горах, розмовляють, «як собаки», і полюють на птахів. Поруч, ближче до уявної Індії, Пліній описує скіаподів (Sciapodae) — істот з однією надзвичайно великою ногою, якою вони прикривають себе від сонця, та моноків (Monocoli) — одноногих людей. Ще далі згадуються астоми (Astomatae) — народ без рота, що нібито живиться винятково ароматами. У грецьких джерелах (від Гомера до Мегасфена) згадуються також карлики, що ведуть «війни з журавлями», та фантастичні істоти з багатьма руками (трисфітами) або очима.
Паралельно з антропоморфними уявленнями, римляни асоціювали «краї світу» з екстремальними кліматичними та природними умовами. Північні землі, за Геродотом, були вкриті снігом, що порівнювався з «білим пір’ям», яке постійно падає й закриває землю. За описом Тацита, у найпівнічніших регіонах (Скандинавія, Балтія) спостерігалося безперервне денне світло: «останній промінь сонця горить тут до самої ранкової зорі», і «далі світу нема». Римляни добре знали про феномен «північного сонця», який пов’язували з незвичним порядком доби у крайньому північному кліматі.
На протилежному — південному — краю світу, біля Ефіопії, Індостану та Індокитаю, уявлення були пов’язані з надмірною спекою, тропічними зливами, морськими штормами, «рисовими туманами» й отруйними випарами. Однак грецько-римські джерела щодо цих регіонів рідкісні й часто умовні.
У цілому римська картина країв світу мала подвійну природу: з одного боку, вона репрезентувала прагнення до всеохопного знання, з іншого — виявляла страх перед незвіданим, незвичним і потенційно загрозливим. Такі уявлення стали складовою античного географічного й етнографічного дискурсу, відображаючи межі між знанням і фантазією.
 